# Forra di S. Giustina
Das FFH-Gebiet Forra di S. Giustina ist ein NATURA 2000 Schutzgebiet in der italienischen Provinz Trient. Das 24 ha große Schutzgebiet umfasst Teile der vom Fluss Noce ausgewaschenen Schlucht bei der Einsiedelei Santa Giustina unterhalb der Santa-Giustina-Talsperre im mittleren Nonstal und liegt im Gemeindegebiet der Gemeinden Predaia und Ville d’Anaunia zwischen den Fraktionen Dermulo und Tassullo. Es gehört seit 1995 dem NATURA 2000 Netzwerk und wird vom Amt für Biotope und NATURA 2000 Schutzgebiete der Autonomen Provinz Trient verwaltet.

## Bedeutung
Das Schutzgebiet ist wegen seiner Lage in der Erosionsschlucht des Noce und der dort vorkommenden Felsflora bedeutend. Aufgrund der schwer zugänglichen Schlucht blieb die ursprüngliche Vegetation in diesem Bereich des Nonstales erhalten, während sie sonst durch die intensive landwirtschaftliche Nutzung, insbesondere durch Apfelplantagen, verdrängt wurde. Besondere Bedeutung kommt dem Schutzgebiet als Brutstätte, Rastplatz und als Winterquartier für geschützte, stark im Bestand gefährdeter oder in den Alpen nur lokal vorkommender Vogelarten zu. Das Vorkommen bestimmter wirbelloser Arten, die im Anhang II der FFH-Richtlinie gelistet sind, zeugt zudem von der guten Wasserqualität des Fließgewässers.

## FFH-Lebensraumtypen
Im FFH-Gebiet Forra S. Giustina sind auf Basis des Anhang I der FFH-Richtlinie folgende schützenswerte Lebensraumtypen verzeichnet:
- Alpine Flüsse mit Ufergehölzen von Salix elaeagnos
- Feuchte Hochstaudenfluren der planaren und montanen bis alpinen Stufe
- Kalktuffquellen (Cratoneurion)
- Kalkfelsen mit Felsspaltenvegetation
- Schlucht- und Hangmischwälder Tilio-Acerion
- Auen-Wälder mit Alnus glutinosa und Fraxinus excelsior (Alno-Padion, Alnion incanae, Salicion albae)

## Arten

### Besonders schützenswerte Arten

#### Vögel
Das Schutzgebiet weist insbesondere einige Vogelarten auf, die gemäß Anhang I der EU-Vogelschutzrichtlinie besonders geschützt sind, weil deren Bestand stark gefährdet ist oder sie nur in einem sehr begrenzten Bereich wie in den Alpen vorkommen. Folgende Arten, die im Anhang I der Vogelschutzrichtlinie der EU gelistet sind, sind im FFH-Gebiet Forra di S. Giustina anzutreffen. Die mit einem (b) gekennzeichneten Arten brüten im Schutzgebiet:
| - Eisvogel - Flussuferläufer (b) - Schwarzmilan (b) | - Turmfalke (b) - Uhu (b) - Wespenbussard (b) |

#### Wirbellose, Reptilien und Säugetiere
Unter den im Schutzgebiet vorkommenden Wirbellosen, Reptilien und Säugetieren finden sich folgende Arten von gemeinschaftlichem Interesse:
| - Dohlenkrebs - Hirschkäfer | - Mauereidechse - Würfelnatter | - Kleine Hufeisennase |

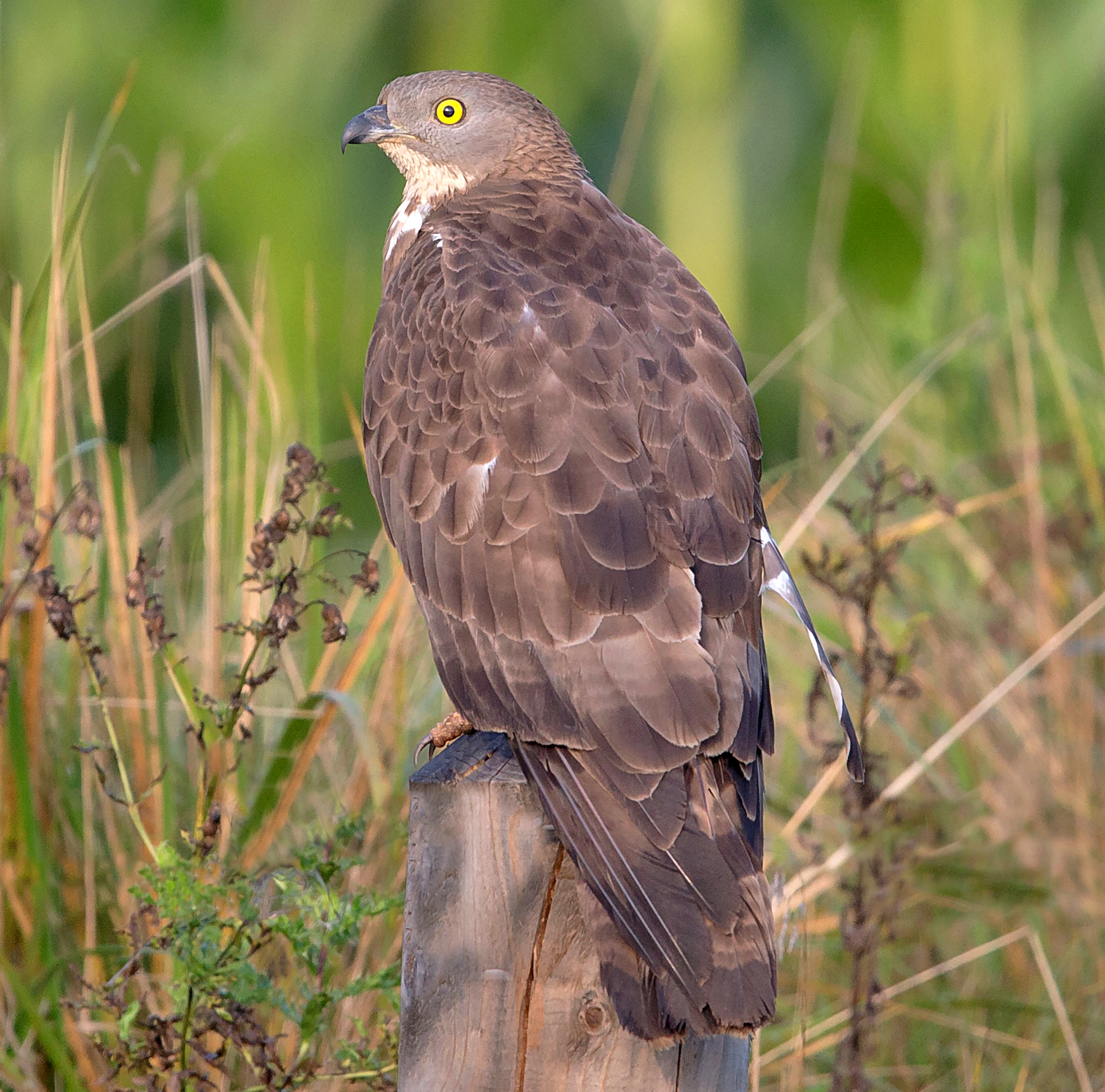
Wespenbussard
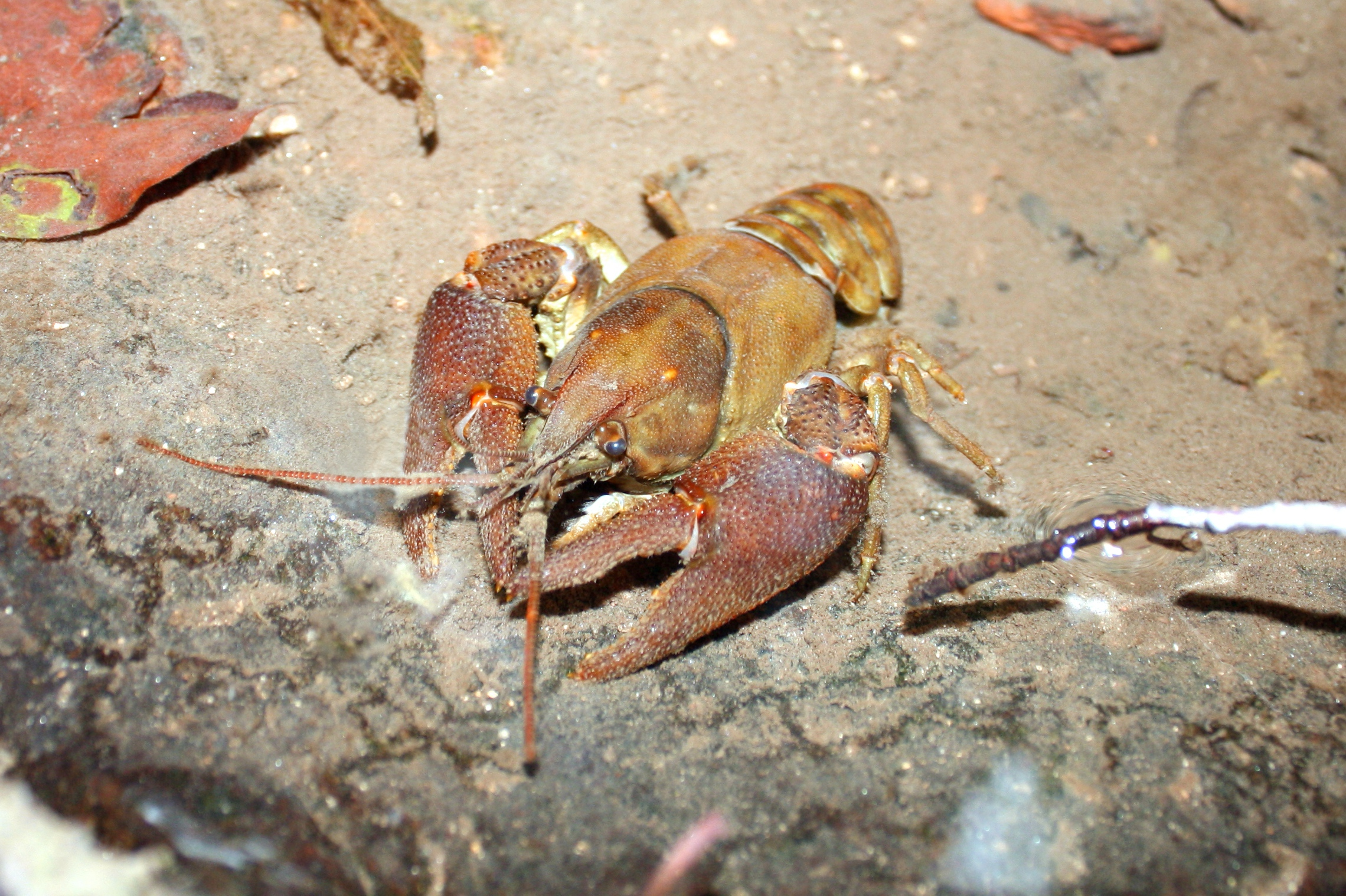
Dohlenkrebs
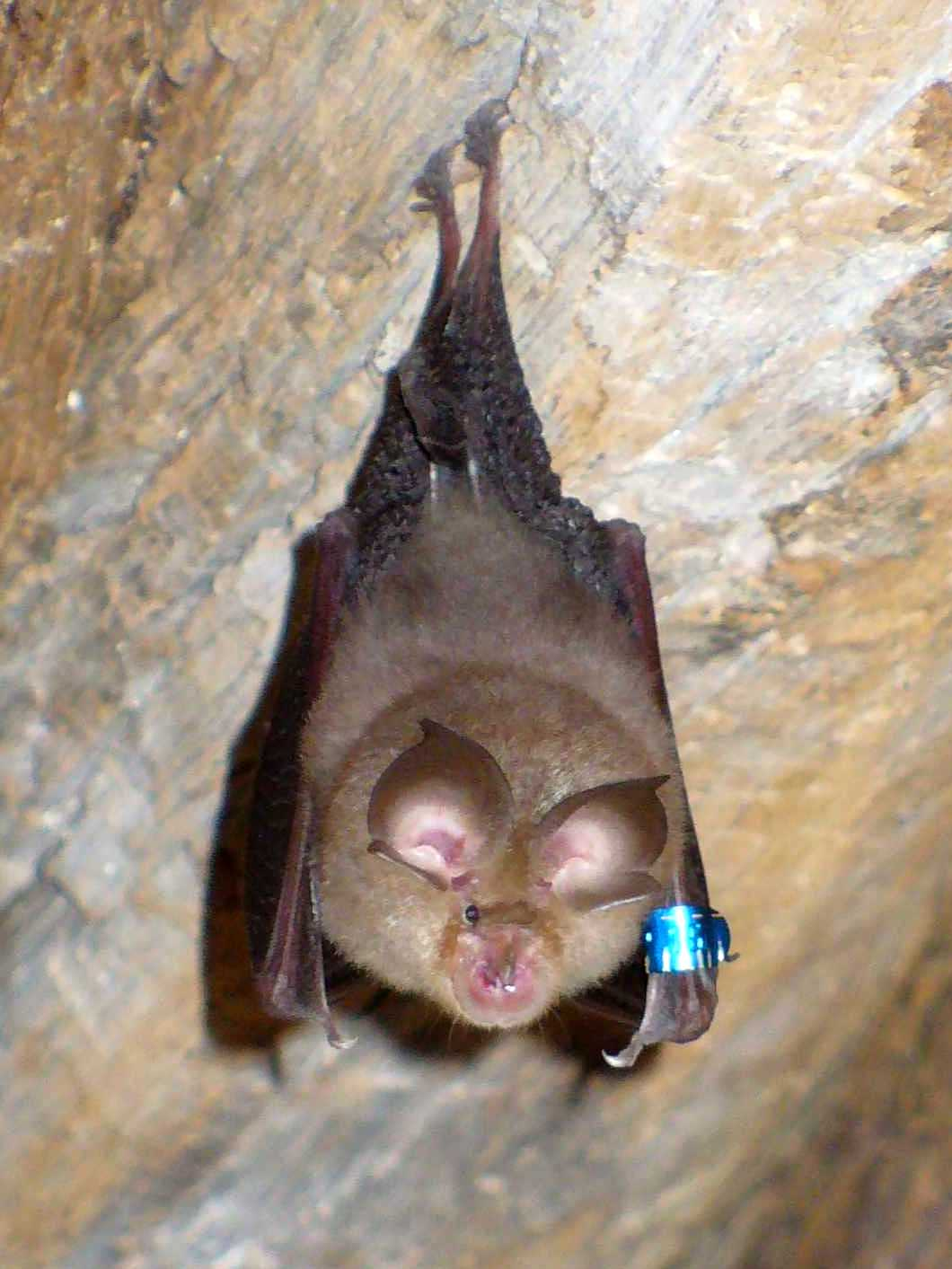
Kleine Hufeisennase
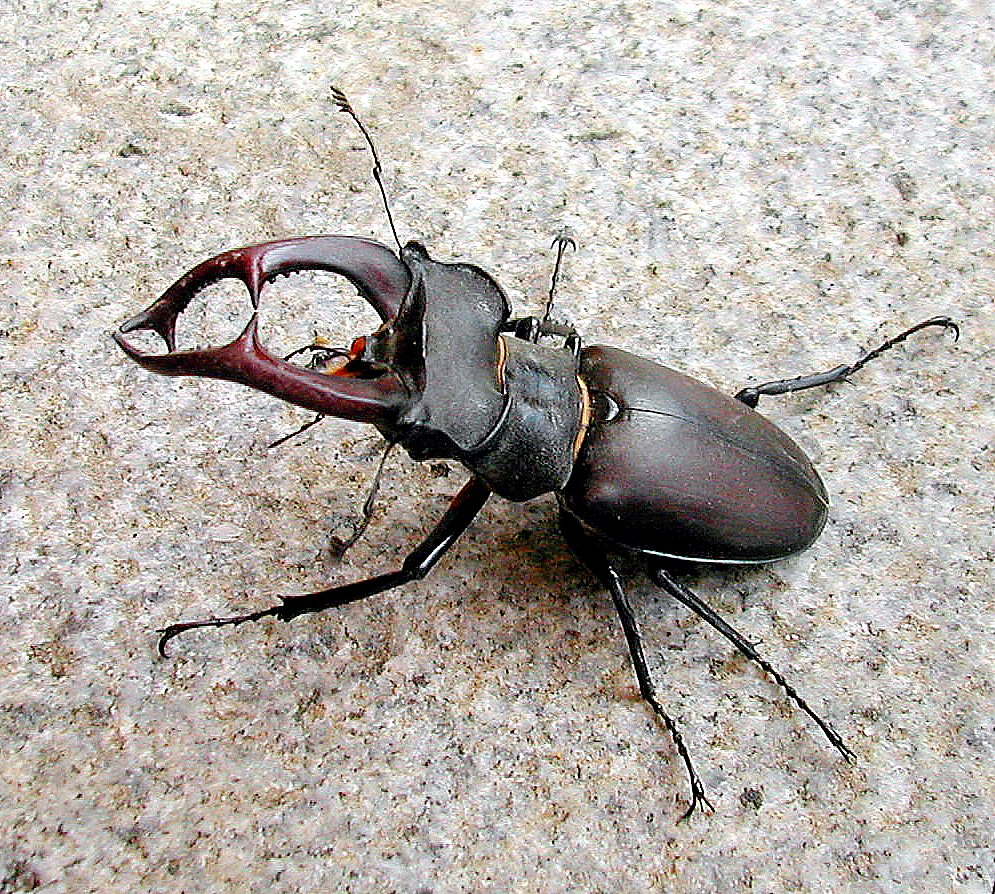
Hirschkäfer
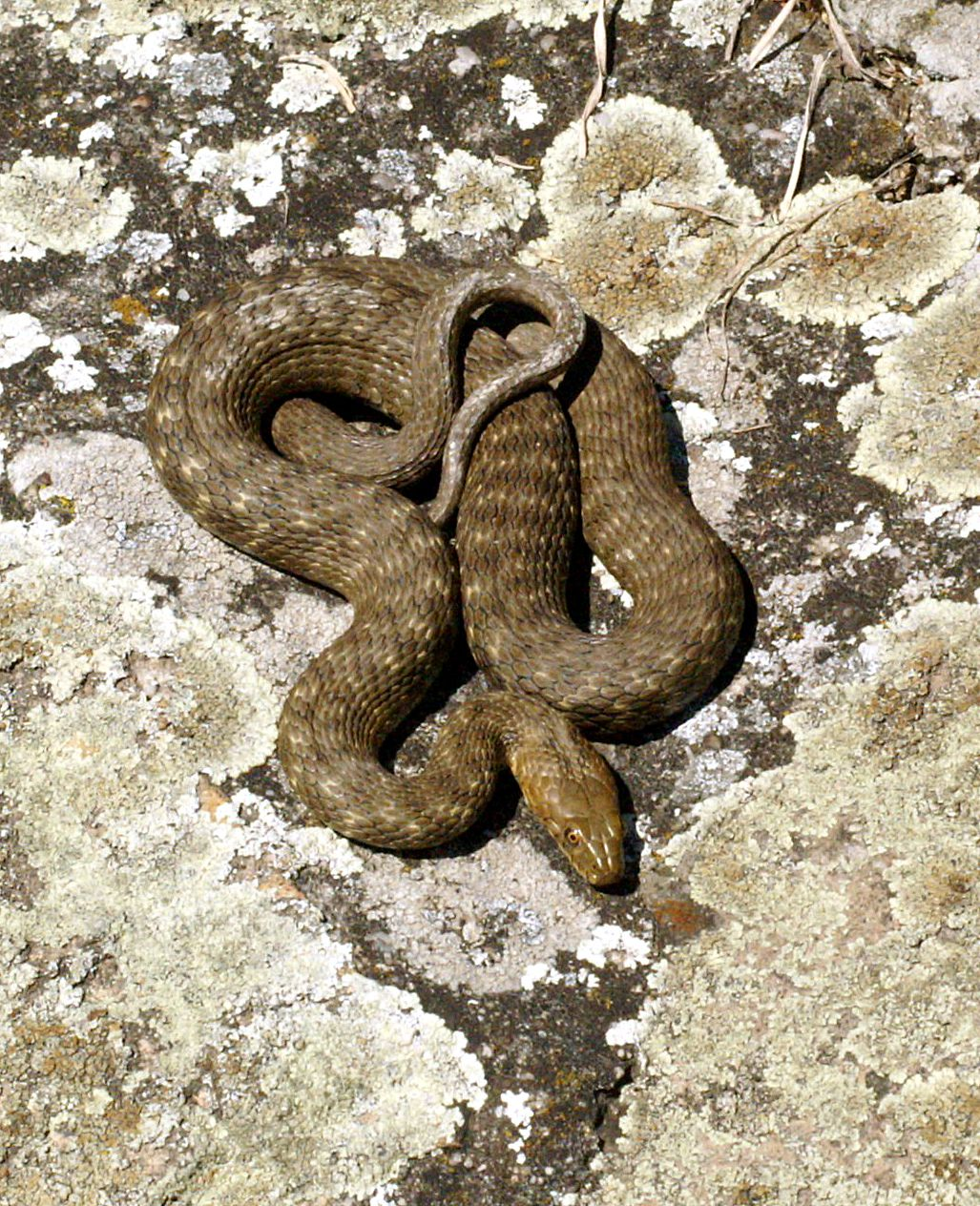
Würfelnatter

### Weitere vorkommende Arten

#### Amphibien, Fische, Reptilien, Säugetiere
| - Braunbrustigel - Elritze - Erdkröte - Feuersalamander | - Meerforelle - Ringelnatter - Siebenschläfer - Waldspitzmaus | - Wasserspitzmaus |

### Flora
Unter der im Schutzgebiet vorkommenden Flora werden folgende Arten als schützenswert eingestuft:
| - Braunrote Stendelwurz - Dolomit-Streifenfarn - Europäisches Alpenveilchen - Gelber Wau | - Hymenolobus pauciflorus aus der Familie der Kreuzblütler - Mauer-Gänsefuß - Thalictrum foetidum aus der Gattung der Wiesenrauten |

## Gefährdung und Schutzmaßnahmen
Auch wenn das Schutzgebiet inmitten landwirtschaftlich genutzter Flächen liegt, bestehen wegen der besonderen geomorphologischen Bedingungen nur sehr begrenzte Berührungspunkte zwischen beiden Flächen. Durch die Errichtung natürlicher Barrieren, wie Hecken, können die wenigen potentiellen Schnittpunkte weiter entschärft werden. Das im Schutzgebiet bereits bestehende Angelverbot sollte aufgrund der Fischwanderung auch auf die flussabwärts gelegenen Bereiche ausgedehnt werden. Von der touristischen Erschließung der Schlucht sind die Bereiche auszuschließen, die als Brutplätze dienen.